# جیسون دیوید فرانک

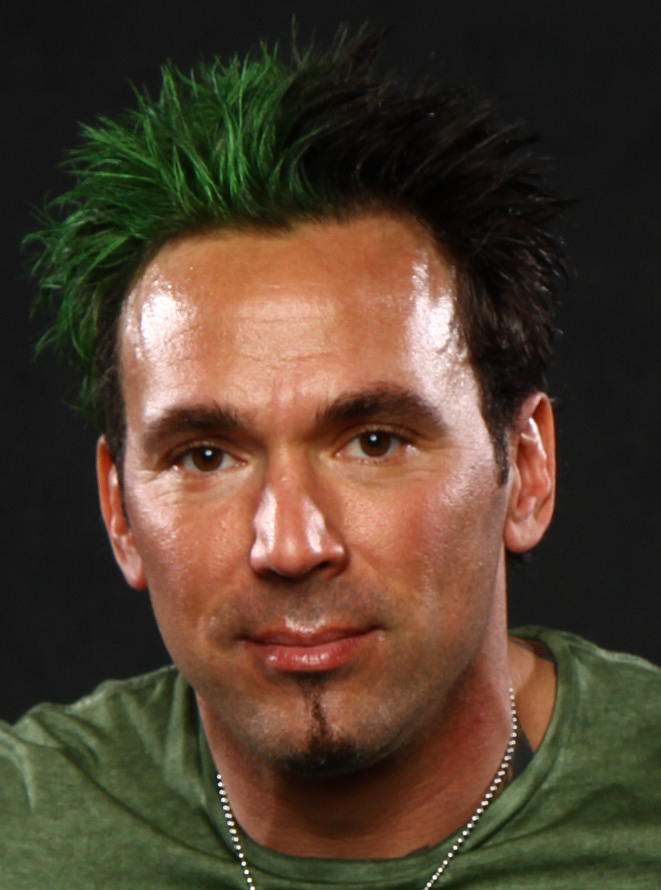

جیسون دیوید فرانک (انگلیسی: Jason David Frank؛ زادهٔ ۴ سپتامبر ۱۹۷۳ – درگذشتهٔ ۱۹ نوامبر ۲۰۲۲) یک هنرپیشه اهل ایالات متحده آمریکا بود.

## گزیده فیلم‌شناسی
از فیلم‌ها یا برنامه‌های تلویزیونی که وی در آن نقش داشته‌است می‌توان به آثار زیر اشاره کرد.
- پاریس (فیلم ۲۰۰۳) (۲۰۰۳)
- پاور رنجرز (فیلم) (۲۰۱۷)
- سه خرس ساده‌لوح (۲۰۱۸)